# Laura Theiss
Laura Theiss (* 1977 in Kaunas, Litauische SSR, Sowjetunion) ist eine deutsch-litauische Modedesignerin.

## Leben
Laura Theiss kam in Kaunas in Litauen zur Welt. Schon in ihrer Kindheit war sie eine begeisterte Häklerin und Strickerin. In ihrer Jugend verfeinerte sie ihren Stil und entwarf Kleider und Pullover mit selbst ausgedachten Strickmustern, Bildmotiven und Stickereien. Nach der Schule studierte sie zunächst Betriebswirtschaftslehre an der Universität Kaunas. Dort nutzte sie jede Facharbeit für ein Modethema und schloss ihre Abschlussarbeit mit einem fiktiven Konzept für eine Modefirma nebst eigener Kollektion ab. Sie organisierte außerdem eine Modenschau auf dem Campus. Die Prüfer legten ihr daraufhin nahe, ein Modestudium anzuschließen.
Nach einer kurzen Zeit als Au-pair in Deutschland nahm sie ihr Studium an der renommierten Central Saint Martins College of Art and Design in London auf. Ihr Studium schloss sie mit einer Abschluss-Show ab, die diverse avantgardistische Maschenkunstwerke zeigte, die das Interesse internationaler Käufer erregten.
Beim Modewettbewerb Createurope in Berlin kam sie 2009 unter die besten 30. Nach dem Studium gründete sie in London ihr erstes eigenes Modelabel. Später zog sie ins Saarland, wo sie ihr Atelier einrichtete und eine Familie gründete. Sie betreibt in Saarbrücken und Homburg zwei Boutiquen sowie einen Onlineshop.
Das besondere an ihrer Bekleidung ist die Verbindung zur Strick- und Häkelkunst ihrer Heimat, die sie aber auch mit verschiedenen Motiven mischt. So kreierte sie 2015 für das Mailänder Modelabel Dyloan Studio eine vom Film Ex Machina beeinflusste futuristische Kollektion. Für ihre Herbst/Winter-Kollektion 2019/2020 verwendete sie unter dem Namen „P43“ ein Architektur-Thema. Diese Kollektion wurde von der Vogue hochgelobt.
Ihre Kleidung wurde unter anderem von den Influencern Veronika Ferraro, Eniko Thot und Amanda Hearst sowie der Popsängerin Anastacia getragen. Für den Astronauten Matthias Maurer entwarf sie dessen Garderobe für die Mission auf der Internationalen Raumstation (ISS).

## Privatleben
Laura Theiss ist mit dem Pharmaunternehmer Peter Theiss verheiratet und wohnt mit ihrem Mann in Homburg. 2022 erhielt sie die deutsche Staatsbürgerschaft.

## Ehrungen
2017 wurde Laura Theiss zur Saarlandbotschafterin ernannt. 2019 wurde sie von der Zeitschrift Vogue als „Designer to know“ vorgestellt.